# 瀧山養
瀧山 養（たきやま まもる、1910年（明治43年）2月12日 - 2009年（平成21年）4月7日）は、日本の鉄道官僚、土木工学者（工学博士・東京大学）。第62代土木学会会長、日本国有鉄道技師長・理事・顧問、鹿島建設専務取締役等を歴任した。戦前・戦後の激動の時代で、鉄道が輸送機関の主力であったときに鉄道技師として鉄道の発展に貢献。海外引揚や戦災復興都市計画、十河信二国鉄総裁のもと新幹線建設に尽力した。勲二等。

## 来歴・人物
大阪府生まれ。後に東京市に転居し、東京市立麹町小学校、第四高等学校を経て、1932年東京帝国大学工学部土木工学科卒業。高等文官試験行政科に合格し、帝大卒業後鉄道省に入省。入省後は、東京改良事務所や新潟鉄道局、建設局停車場課、華北交通などに配属。その後、軍需省出向を経て、1945年運輸省鳥栖管理部長に就任。1949年に輸送局設備課長、1952年には審議室調査役となる。
1955年広島鉄道管理局局長、審議室長を経て、1960年には日本国有鉄道常務理事に就任。1963年に国鉄を退官し、1967年から鹿島建設専務取締役を務めた。鹿島建設を退職後の1973年には国鉄技師長に就任。後に、顧問を歴任した。

## 略年表
- 1910年（明治43年）大阪府に生まれる。後に東京市に転居。麹町小学校、第四高等学校を卒業。
- 1932年（昭和7年）- 東京帝国大学工学部土木工学科卒業。鉄道省入省。
- 1945年（昭和20年）- 運輸省鳥栖管理部長
- 1955年（昭和30年）- 広島鉄道管理局長
- 1960年（昭和35年）- 国鉄常務理事
- 1963年（昭和38年）- 国鉄を退官
- 1968年（昭和43年）- 鹿島建設専務取締役
- 1973年（昭和48年） - 国鉄技師長
- 1974年（昭和49年）- 土木学会会長
- 1979年（昭和54年）- 国鉄顧問
- 1980年（昭和55年）- 海外鉄道技術協力協会（JARTS）理事長
- 1986年（昭和61年）- JARTS顧問
- 1992年（平成4年） - 世界平和統一家庭連合（旧統一教会）が推進する日韓トンネル研究会副会長就任（元駐韓大使 金山政英 (en)と副会長2人体制）

## 博士論文
- 1964年-滝山 養『鉄道幹線輸送力増強方式の研究』東京大学。2015年10月22日閲覧。

## 受賞・栄典
- 1963年-土木学会賞
- 1980年-功績賞（土木学会）
- 1980年-勲二等旭日重光章

## 著作

### 単著
- 『鉄道の改良計画について』日本国有鉄道、1959年
- 『海外鉄道技術協力とその問題点』技術同友会、1985年
- 『海外鉄道技術協力への思い』東信堂、1996年
- 『遥かなる鉄路を歩みて:ある鉄道マンの激動の軌跡』丹精社、2005年

### 共著
- 『新しい基礎工法の歩掛と実績』近代図書、1963年
- 『新しいトンネル技術:欧米の現況と研究開発』鹿島研究所出版会、1970年
- 『東京駅誕生:お雇い外国人バルツァーの論文発見』鹿島出版会、1990年
- 『技術大国ニッポンの安全管理:不安解消する新技術、新エネルギー』日本総合出版、1990年

### 訳書
- Krey, Hans Detlef『土圧及び地盤の支持力』コロナ社、1934年